# NGC 6074-1
NGC 6074-1 is een spiraalvormig sterrenstelsel in het sterrenbeeld Hercules. Het hemelobject werd op 21 juni 1874 ontdekt door de Franse astronoom Édouard Jean-Marie Stephan.

## Synoniemen
- MCG 2-41-15
- ZWG 79.75
- PGC 57419